# ゲイリー・エイビス
ゲイリー・エイビス（Gary Avis, MBE）は、イギリスのバレエダンサー。ロイヤル・バレエ団のプリンシパル・キャラクター・アーティストで、シニア・バレエマスターも兼務する。

## 幼少期
イプスウィッチで生まれ、当初はミュージカルでトレーニングを積み、ロイヤル・バラエティー・パフォーマンスに出演していた。バレエを始めたのは12歳と遅く、ケントのバード大学でもミュージカルを学んだ。その後、バード大学での恩師の紹介によりロイヤル・バレエ学校で訓練を受け始めた。

## 経歴
1989年にロイヤル・バレエ団に入団し、1995年にソリストに昇格した。1999年に退団して日本で熊川哲也のKバレエカンパニー設立に参加。2002年にファースト・ソリストとしてイングリッシュ・ナショナル・バレエに入団、2004年にはロイヤル・バレエ団に復帰した。その翌年にはプリンシパル・キャラクター・アーティストに任じられた。2007年にアシスタント・バレエマスターに任命され、2009/2010年シーズンにバレエマスターに指名された。2019年にはシニア・バレエマスターに就任している。『くるみ割り人形』のドロッセルマイヤー役、『白鳥の湖』のロットバルト役、『オネーギン』のグレーミン公爵役など、演技力を要求される役柄を多く演じている。アレッサンドラ・フェリと踊った『ウールフ・ワークス』などで初演している。
ダーシー・バッセルとよくパートナーを組んでおり、バッセルの最終公演では『大地の歌』でバッセルおよびカルロス・アコスタと共演している。後にバッセルとキャサリン・ジェンキンスのツアー『Viva la Diva』や、バッセルが判事役を演じた『Strictly Come Dancing』にも出演している。2012年のロンドンオリンピックでは閉会式でクリストファー・ウィールドン振付/デヴィッド・アーノルド作曲のダンス・シークエンス『Spirit of the Flame』を踊っている。このシークエンスでは、バッセルが燃えるフェニックスの姿でステージに向かって飛び、エイビス、ジョナサン・コープ、エドワード・ワトソン、ニーアマイア・キッシュなど200人以上のバレエダンサーの前に着陸した後、聖火が消える演出となっていた。
2011年および2019年には英国批評家協会賞の優秀男性パフォーマンス賞（クラシック部門）を受賞した。2018年には大英帝国勲章メンバー章を授与され、MBEのポスト・ノミナル・レターズを許された。また、サフォーク大学から名誉博士号を贈られており、サフォーク・コミュニティ財団の芸術文化基金と長く協力している。

## 私生活
ティム・ホルダーとシビル・パートナーシップを結んでおり、サフォーク郊外で共に暮らしている。